# سوپرانو کولوراتور
سوپرانو کولوراتور (انگلیسی: Coloratura soprano) نوعی صدای سوپرانوی اپرایی است که با اجرای نت‌های سریع، پرش‌دار و تریل از دیگر گونه‌های این نوع صدا متمایز می‌شود. اصطلاح کولوراتور به اجرای استادانهٔ نت‌های تزیینی اشاره دارد که برای این نوع صدا نوشته می‌شود و این تکنیک با اجرای یک ملودی معمولی متفاوت است. در گروه کولوراتورها رده‌های دیگری وجود دارد مانند کولوراتور دراماتیک و کولوراتور لیریک که برای استفاده از وسعت صوتی بیشتر شناخته می‌شوند. این صداها در محدودهٔ گستره‌های صوتی وکال با توجه به اندازه، وزن و رنگ صدا، رده‌بندی می‌شود. صدای کولوراتورها در موسیقی آوازی و به‌ویژه در اپراهای موسیقی اروپایی قرن هجدهم و نوزدهم میلادی یافت می‌شود. اصطلاح کولوراتور از واژه‌ای ایتالیایی به معنی «رنگ‌آمیزی» و ریشهٔ لاتین آن کلمهٔ «کولورار» به معنی «رنگ» است.

## سوپرانو کولوراتور لیریک
کولوراتور لیریک یک صدای بسیار چابک با گستردگی زیاد به بالا است. این صدای سریع توانایی اجرای صدا از محدودهٔ دوی وسط (C4) تا فای بالا (F6) را دارد. همچنین اگر چنین سوپرانویی صدایی گرمتر داشته باشد، گاهی اوقات با عنوان سوپرانو لِجِرو از آن نام برده می‌شود، صدای «سوپرانو لِجِرو» به‌طور معمول از دیگر سوپرانو کولوراتورها بالاتر نمی‌رود و نقطهٔ اوج این صدا میِ بالا (E6) است. تکنیک‌های بل کانتو معمولاً برای این نوع صدا نوشته می‌شود و طیف گسترده‌ای از آهنگسازان آثاری برای بخش کولوراتور تصنیف کرده‌اند که در موسیقی اولیه و اپراهای دورهٔ باروک نقش‌های زیادی از این صدا وجود دارد.

## سوپرانو کولوراتور دراماتیک
کولوراتور دراماتیک دارای انعطاف‌پذیری زیادی در مناطق بالا و پرشتاب در پاساژها و در عین حال با قدرت بیشتری از سوپرانو کولوراتور ایفای نقش می‌کند. گسترهٔ صوتی کولوراتور دراماتیک حدوداً از سیِ پایین (B3) تا فای بالا (F6) را در بر می‌گیرد. آهنگسازان اپرا نقش‌های متفاوتی برای کولوراتور دراماتیک نسبت به قدرت اجرایی و تخصص فردیِ یک کولوراتور دراماتیک در نظر می‌گیرند، به‌عنوان مثال اگر یک کولوراتورِ دراماتیک نقشی از یک اپرا اثر جوزپه وردی را بخواند، بعید است که بتواند نقشی مشابه اثر آهنگساز دیگری را اجرا کند. اما یک عامل مشترک وجود دارد که صدای کولوراتور دراماتیک باید قادر به قدرت انتقال سریع و انعطاف‌پذیری بالایی باشد. نفش‌هایی که به‌طور خاص برای این نوع صدا نوشته شده‌است در اپراهای موتسارت که نقش‌های دراماتیک دارند، بل کانتوها و اپراهای اولیهٔ جوزپه وردی وجود دارند. این نوع صدا دارای یک تخصص ویژهٔ آوازی با دامنهٔ وسیع و کمیاب است، زیرا تولید نت‌های کشیده و دراماتیک به تارهای صوتی ضخیمی نیاز دارد که این امر معمولاً به کاهش انعطاف‌پذیری و توانایی‌های آکروباتیک می‌انجامد.

## یادداشت
1. ↑  Dramatic coloratura
2. ↑  Lyric coloratura
3. ↑  colorare
4. ↑  soprano leggero